# Picpus (metropolitana di Parigi)
Picpus è una stazione della metropolitana di Parigi sulla linea 6, sita nel XII arrondissement di Parigi.

## La stazione

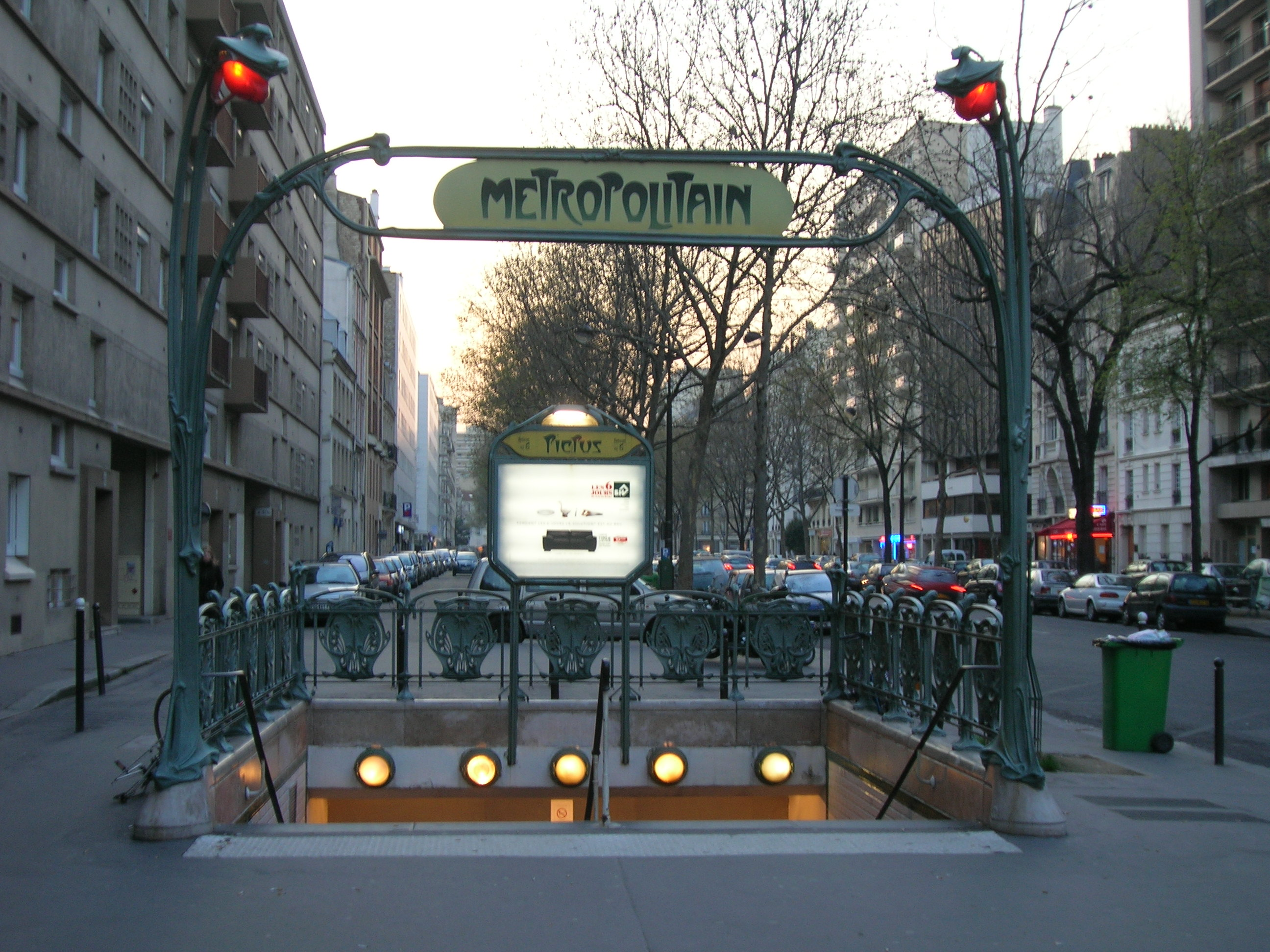
L'ingresso alla stazione

La stazione è ubicata sotto l'avenue de Saint-Mandé, ad ovest dell'incrocio con boulevard de Picpus.

### Origine del nome
Intorno al 1575, la rue de Picpus era una strada che attraversava il territorio dei Picque-Puce. I fratelli Lazare ritengono che l'etimologia provenga da un'epidemia simile alle punture d'insetto. Essa fu miracolosamente sgominata da un religioso che si trasferì nel villaggio. A quel punto il villaggio venne denominato Picque-Puce. Il villaggio di allora si estendeva dall'attuale porta di Picpus verso nord fino a Charonne.
La stazione porta anche il nome di Courteline (1858-1929), soprannome di Georges Moinaux, autore francese di commedie satiriche quali: les Gaîtés de l'escadron, la Paix chez soi e le Commissaire est bon enfant.

### Storia
La stazione Saint-Mandé venne aperta il 1º marzo 1909 sulla linea 6 fra Place d'Italie e Nation.
Il 1º marzo 1937 assunse il suo nome attuale poiché il vecchio era fonte di confusione con la stazione Saint-Mandé - Tourelle del prolungamento della linea 1.

## Accessi
- scala al 46, avenue de Saint-Mandé (marciapiede sud).

## Interconnessioni
- Bus RATP - 29, 56